# David Wood (basket-ball)
Pour les articles homonymes, voir David Wood et Wood.
David Wood, né le 30 novembre 1964 à Spokane dans l'État de Washington, aux États-Unis, est un joueur américain de basket-ball. Il évolue au poste d'ailier fort.

## Biographie
Le 6 janvier 2021, David Wood est remarqué pour sa participation à l'assaut du Capitole en soutien à Donald Trump

## Palmarès
- 3e du championnat du monde 1998